# متزوکورونا
متزوکورونا (به ایتالیایی: Mezzocorona) یک کومونه در ایتالیا است که در ترنتینو واقع شده‌است.

## خصوصیات
متزوکورونا ۲۵ کیلومترمربع مساحت و ۴٬۹۳۸ نفر جمعیت دارد و ۲۰۰ متر بالاتر از سطح دریا واقع شده‌است.

## خواهرخوانده
شهر Dußlingen خواهرخواندهٔ متزوکورونا هست.